# 澤野正幸
澤野 正幸（さわの まさゆき、1984年11月28日 - ）は、日本の実業家。宮崎県延岡市出身。株式会社SKY works、株式会社Wing Loop代表取締役社長。身長173cm。血液型A型。TikTokのフォロワーは4万人というインフルエンサーとしての顔も持つ。

## 来歴
宮崎県立延岡東高等学校（現延岡星雲高等学校）時代は、ほとんど勉強をしておらず、全ての試験でクラス最下位だった。大学入試直前の模擬試験では800点満点中179点で学力偏差値27.1であったが、「人生を変えたい」と一念発起し、宮崎大学教育学部に進学する。大学卒業後にアミューズメント施設運営会社で3年間勤務した後、営業職としてNHK宮崎放送局に入る。自身の述懐では、営業成績は優秀だったが、他の局員から「煙たがられ」るように感じ、退局。その後も新聞販売店や通信企業代理店に勤務するも、劣悪な環境（低水準の給与や給与未払）があり、いずれも短期間で退職する。
「人生を変えたい」とまた一念発起し、2011年に光インターネットをはじめとする各種通信回線を販売する株式会社SKY worksを設立する。スタッフ全員がリモートワークという独自の社風でありながら、年商数億円を超える会社とする。また、2014年には、「WING NET光」という自社インターネットサービスプロバイダを提供する為、株式会社Wing Loopを設立する。

## 受賞歴
- 「20代の社長が牽引する急成長中ベンチャー企業30社」[3]
- 「SoftBank光訪販コンテスト 全国２位（2015年）」
- 「auひかり獲得コンテスト １位（2013年）」
- 「フレッツ光関連商品 販売賞 １位（2013年）」

## 出演
- 日本の社長.tv[1]
- 株式会社SKY works TV CM「やる気にする会社 篇」[4]
- 株式会社SKY works TV CM「節約する会社 篇」[5]
- 株式会社SKY works TV CM「スカイワークス にお任せ篇」[6]